# Тристеник (Русенська область)
Тристени́к (болг. Тръстеник) — село в Русенській області Болгарії. Входить до складу общини Іваново.

## Населення
За даними перепису населення 2011 року у селі проживали 1315 осіб.
Національний склад населення села:
| Національність   | Кількість осіб | Відсоток |
| ---------------- | -------------- | -------- |
| болгари          | 750            | 58,2%    |
| турки            | 466            | 36,2%    |
| цигани           | 17             | 1,3%     |
| інша             | 55             | 4,3%     |
| не визначились   | 0              | 0%       |
| Всього відповіли | 1288           |          |

Розподіл населення за віком у 2011 році:
Динаміка населення: